# Сёдербю
Сёдербю (эст. Söderby), на местном наречии Се́рбе, в 1977–1997 годах  Сёдерби (эст. Söderbi) — деревня в волости Вормси уезда Ляэнемаа, Эстония.

## География и описание
Расположена в восточной части острова Вормси, в 6 километрах от волостного центра — деревни Хулло (по автомобильной дороге — 9 километров). Высота над уровнем моря — 13 метров.
На территории деревни находится часть природного парка Вормси.
Климат умеренный. Официальный язык — эстонский. Почтовый индекс — 91314.

## Население
По данным переписи населения 2021 года, в Сёдербю насчитывалось 3 жителя, национальность неизвестна.
По состоянию на 1 января 2020 года в деревне насчитывалось 4 жителя: две женщины и двое мужчин; 3 человека — лица пенсионного возраста (65 лет и старше) и один человек трудоспособного возраста (15–64 года).
В 2000 году в деревне проживали 2 человека — женщина и мужчина; эстонцами себя не указали.
Численность населения деревни Сёдербю:
| Год  | 1934 | 1959 | 1970 | 1979 | 1989 | 1998 | 1999 | 2000 | 2011 | 2017 | 2018 | 2019 | 2020 | 2021 |
| ---- | ---- | ---- | ---- | ---- | ---- | ---- | ---- | ---- | ---- | ---- | ---- | ---- | ---- | ---- |
| Чел. | 136  | ↘ 20 | ↘ 13 | ↘ 3  | ↘ 2  | → 2  | → 2  | → 2  | → 2  | ↗ 4  | → 4  | → 4  | → 4  | ↘ 3  |

## История

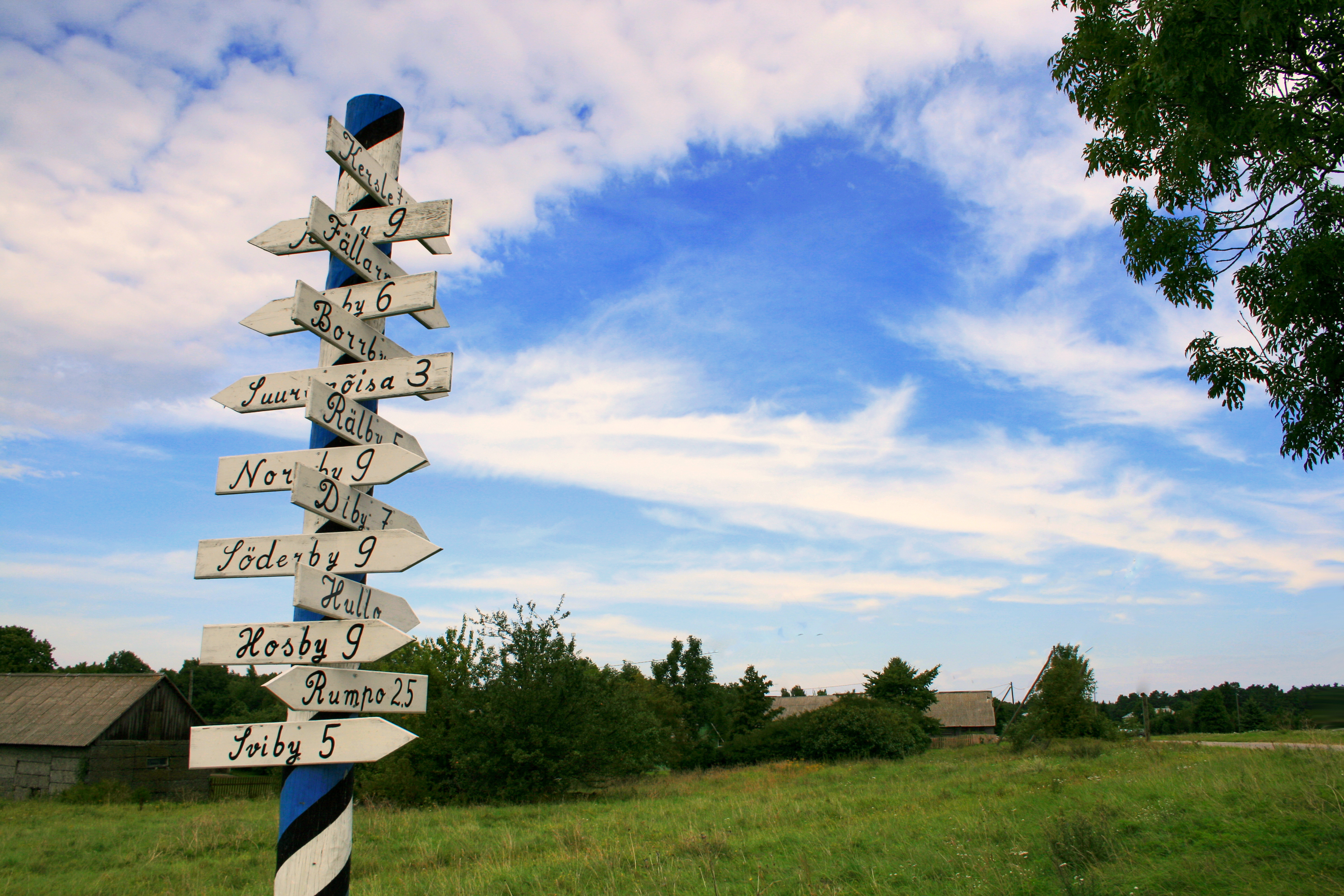
Указатели в деревне Хулло, до Сёдербю 9 км

В письменных источниках 1540 года упоминается Suderbw, 1565 года — Södherby, 1689 года — Sörby, на картах 1898 года  — Седербю.
В 1977–1997 годах официальным названием деревни было Сёдерби (эст. Söderbi).
С XVI века Вормси в основном заселяли балтийские шведы. С середины XVIII века деревня Сёдербю, как и весь остров Вормси, отошла во владение барона Карла фон  Штакельберга (Karl Wilhelm von Stackelberg), владельца мызы Магнусгоф. Однако в результате последовавших за этим судебных процессов между свободными шведскими крестьянами и Штакельбергами, первые в середине XIX века получили свободу от правления мызниками.
В 1810 году в деревне пробовали добывать соль.
До Второй мировой войны в Сёдербю было 18 хозяйств, 137 жителей. В 1944 году в Швецию эмигрировали 107 человек.
В мае 2002 года в Стокгольме прошло собрание владельцев земель на территории Сёдербю по вопросу общей планировки деревни. Своё мнение также высказали жители Эстонии — владельцы хуторов Anders, Nilsas, Jobas, Jakas, Greisa, Marsas и Hansase. Среди прочего, было рекомендовано при строительстве в Сёдербю новых строений исходить из того, что в деревне всегда строили бревенчатые дома, и этому стилю нужно следовать и дальше. Также было указано на необходимость сохранить проходящую через деревню историческую аллею деревьев.

## Происхождение топонима
Шведское название деревни состоит из двух частей: söder — «юг» и by — «деревня».